# IMSグループ
IMSグループ（アイエムエスグループ）は、日本の企業グループ。

## 概要
リサーチ、コンサルティング、製品販売、飲食、モデルエージェンシー、不動産・金融など多角的に事業を展開する。

## 沿革
- 1993年5月、グループ最初の会社となる株式会社京会を札幌に設立し、創作着物の展示販売を開始。
- 2000年、東京に本社を移転。「九州料理 美食三昧やっさもっさ」を札幌にオープン。
- 2005年、株式会社日本電機サービス、株式会社ベインズを設立。
- 2007年、株式会社APCを設立。
- 2010年、株式会社アフリカリサーチを設立。
- 2011年、株式会社アフリカドリームインターナショナル、株式会社モーディア・クリエイトを設立。

## グループ企業
- 株式会社日本電機サービス（オール電化によるコストダウン支援事業）

2005年10月に設立。オール電化製品による一般家庭のコストダウン支援を中心に、オール電化住宅の推進、太陽光発電システムの販売など、エコロジー&エコノミーを普及・支援する事業を展開。
- 株式会社ベインズ（施設管理／セキュリティ事業）

2005年10月に設立。静脈を使用した認証システム等、バイオメトリクスに関する技術の企画・開発をはじめ、入退出管理システム、ドアセキュリティーシステムなどの企画・販売事業を行なう。